# Dudleya
A Dudleya a kőtörőfű-virágúak (Saxifragales) rendjébe, ezen belül a varjúhájfélék (Crassulaceae) családjába és a fáskövirózsa-formák (Sempervivoideae) alcsaládjába tartozó nemzetség.

## Előfordulásuk
A Dudleya-fajok előfordulási területe Észak- és Közép-Amerika nyugati, illetve északnyugati részein található. Arizona, Kalifornia, Nevada, Oregon, Utah, a Kaliforniai-félsziget és a kontinentális Mexikó északnyugati sarka képezik a természetes élőhelyeit.

## Rendszerezés
Az alábbi fajokat és hibridet a következő alnemzetségekbe sorolják be: Dudleya subg. Dudleya, Dudleya subg. Hasseanthus és Dudleya subg. Stylophyllum.
A nemzetségbe az alábbi 46 faj és 1 hibrid tartozik:
- Dudleya abramsii Rose
- Dudleya acuminata Rose
- Dudleya albiflora Rose
- Dudleya anomala (Davidson) Moran
- Dudleya anthonyi Rose
- Dudleya arizonica Rose
- Dudleya attenuata (S.Watson) Moran
- Dudleya blochmaniae (Eastw.) Moran
- Dudleya brevifolia (Moran) Moran
- Dudleya brittonii Johans.
- Dudleya caespitosa (Haw.) Britton & Rose
- Dudleya campanulata Moran
- Dudleya candelabrum Rose
- Dudleya candida Britton & Rose
- Dudleya crassifolia Dodero & M.G.Simpson
- Dudleya cultrata Rose
- Dudleya cymosa (Lem.) Britton & Rose
- Dudleya densiflora (Rose) Moran
- Dudleya edulis (Nutt.) Moran
- Dudleya farinosa (Lindl.) Britton & Rose
- Dudleya formosa Moran
- Dudleya gatesii Johans.
- Dudleya gnoma S.W.McCabe
- Dudleya greenei Rose
- Dudleya guadalupensis Moran
- Dudleya hendrixii S.McCabe & Dodero
- Dudleya ingens Rose
- Dudleya lanceolata (Nutt.) Britton & Rose - típusfaj
- Dudleya linearis (Greene) Britton & Rose
- Dudleya multicaulis (Rose) Moran
- Dudleya nesiotica (Moran) Moran
- Dudleya nubigena (Brandegee) Britton & Rose
- Dudleya pachyphytum Moran & M.Benedict
- Dudleya palmeri (S.Watson) Britton & Rose
- Dudleya parva Rose & Davidson
- Dudleya pauciflora Rose
- Dudleya pulverulenta (Nutt.) Britton & Rose
- Dudleya rigidiflora Rose
- Dudleya rubens (Brandegee) Britton & Rose
- Dudleya saxosa (M.E.Jones) Britton & Rose
- Dudleya × semiteres (Rose) Moran
- Dudleya stolonifera Moran
- Dudleya traskiae (Rose) Moran
- Dudleya variegata (S.Watson) Moran
- Dudleya verityi K.M.Nakai
- Dudleya virens (Rose) Moran
- Dudleya viscida (S.Watson) Moran